# Nervous Breakdown
Nervous Breakdown è il primo EP del gruppo hardcore punk statunitense Black Flag, pubblicato nel 1978 dalla SST Records.

## Registrazione
La registrazione fu finanziata da Greg Ginn con i guadagni della sua azienda, la Solid State Tuners.
Inizialmente l'EP doveva essere pubblicato da Bomp! Records, ma la band ritenne che l'etichetta stava impiegando troppo tempo per immettere il disco sul mercato. Così Greg Ginn decise di investire altri soldi della sua azienda e fondò la SST Records con il bassista Chuck Dukowski dei Black Flag, utilizzando il nome della sua impresa per l'etichetta.

## Tracce
- Tutte le tracce scritte da Greg Ginn, eccetto dove indicato

1. Nervous Breakdown – 2:07
2. Fix Me – 0:55
3. I've Had It – 1:20
4. Wasted (Ginn/Morris) – 0:51

## Formazione
- Keith Morris - voce
- Greg Ginn - chitarra
- Chuck Dukowski - basso
- Brian Migdol - batteria

## Crediti[3]
- David Tarling - ingegneria del suono
- Black Flag - produzione

## Cover
- I Rise Against hanno reinterpretato Nervous Breakdown e Fix Me nell'EP This Is Noise[4].